# Vejprty (nádraží)
Vejprty jsou dopravna D3 ve stejnojmenném městě v okrese Chomutov. Leží v km 34,808 neelektrizované jednokolejné regionální dráze Chomutov–Vejprty. Ve městě se dále nachází železniční zastávky Vejprty koupaliště, Vejprty zastávka a České Hamry.  

## Historie
Železniční stanici vybudovala společnost Buštěhradská dráha (BEB) a byla uvedena do provozu společně s dráhou 1. srpna 1872 a přeshraniční provoz do Saska byl zahájen 3. srpna 1872. Po dobu výstavby výpravní budovy sloužila provizorní výpravna, která byla snesena v roce 1876.

## Popis
Ve stanici v roce 2005 se nacházela čtyři úrovňová nekrytá nástupiště dlouhá 120 m, k příchodu k vlakům sloužily přechody přes kolejiště. Stanice byla zabezpečena reléovým staničním zabezpečovacím zařízením TEST 10 a přejezdovými zabezpečovacími zařízeními v km 33,193 a 34,447.

## Výpravní budova
Výpravní budova byla postavena podle individuálního plánu, jehož autorem byl architekt Saturnin Heller, inženýr-asistent stavební kanceláře BEB (1872–1875) a žák Jozefa Zítka. Výpravní budova v pozdně klasicistním stylu byla dostavěna v roce 1873. V budově byly umístěny prostory čekáren, restaurace a pošty; provozní prostory železnice a celní správy české i německé strany. V roce 2009 Ministerstvo kultury České republiky neprohlásilo budovu kulturní památkou. Část budovy, kterou požívaly České dráhy byla opravena. Budova byla v roce 2014 částečně zbořena.

### Exteriér
Na prostřední třípodlažní trakt navazovala dvoupodlažní křídla ukončena krajními rizality. Pětitraktová budova dlouhá 116 m a 20 m široká měla valbové střechy. Původní břidlicová krytina byla nahrazena eternitem a pak plechem. Střední trakt s vystupujícím rizalitem byl členěn devíti okenními osami a jednoduchými pilastry, křídla měla sedm okenních os a krajní rizality byly členěny pěti okenními osami a pilastry. V úrovni prvního nadzemního podlaží byla budova bosovaná do úrovně parapetů oken a měla okenní a dveřní otvory půlkruhově zklenuta. Ve druhém nadzemním podlaží měla pravoúhlá okna v hladkých šambránách s naznačeným segmentovým záklenkem s klenákem. V rizalitu středního traktu byla v druhém a třetím podlaží okna dvojitá sdružená. Na straně ke kolejišti byl nad rizalitem trojúhelníkový tympanon s kruhovým oknem. Mezi prvním a druhým nadzemním podlažím budovu obíhala kordonová římsa. Po celém obvodu budovy pod horní římsou v okenních osách byla malá kruhová okna, která prosvětlovala půdní prostor. Při opravě budovy ve čtyřicátých letech 20. století byly drobné detaily odstraněny.

### Interiér
Ve středním traktu zaujímá hlavní prostor prostorná vstupní hala z níž vybíhá do bočních křídel dlouhá chodba. Ve vstupní hale byly čtyři mohutné čtyřhranné pilíře nesoucí strop, který byl rozdělen na devět jednotlivých zrcadel lemovaných profilovanými sádrovými fabiony. Hala a boční chodby byly vydlážděny okrově-tmavošedou plastickou dlažbou vyrobenou v Rakovníku. Prostory v patrech nejsou průchozí a s přízemím jsou propojeny dvouramennými schodišti s litinovým zábradlím. V patrech byly obytné prostory pro železničáře.